# 러시아의 북아메리카 식민지화
1732년부터 1867년까지 러시아 제국은 아메리카의 태평양 연안 북부 영토에 대한 영유권을 주장했다. 아메리카의 러시아 식민지 영토는 1799년부터 1867년까지 총칭하여 러시아령 아메리카로 알려졌다. 이는 주로 현재의 미국 알래스카주로 구성되었으나, 캘리포니아주의 로스 요새 전초기지도 포함했다. 러시아 크리올족 정착지는 뉴아르한겔스크(Novo-아르한겔스크), 즉 현재의 싯카를 포함한 알래스카에 집중되어 있었다.
1552년에 러시아의 동방 확장이 시작되었고, 러시아 탐험가들은 1639년에 태평양에 도달했다. 1725년 표트르 1세 황제는 항해사 비투스 베링에게 잠재적인 식민지화를 위해 북태평양을 탐험하라고 명령했다. 러시아인들은 시베리아에서의 과도한 사냥으로 개체 수가 고갈되었기 때문에 알래스카 해안에 풍부한 모피 동물에 주로 관심을 가졌다. 베링의 첫 항해는 짙은 안개와 얼음으로 좌절되었으나, 1741년 베링과 알렉세이 치리코프의 두 번째 항해에서 북아메리카 본토의 일부를 발견했다. 베링은 알래스카를 러시아 제국의 영토로 주장했다. 러시아는 나중에 [[1799년 칙령|1799년의 Ukase]]로 영토에 대한 통치를 확정했으며, 이 칙령은 북위 55도를 따라 러시아령 아메리카의 남부 경계를 설정했다. 이 법령은 또한 국가 후원 러시아-아메리카 회사 (RAC)에 독점적 특권을 부여하고 알래스카에 러시아 정교회를 설립했다.
러시아 프라미슐렌니키 (덫 사냥꾼 및 사냥꾼)들은 빠르게 해양 모피 무역을 발전시켰고, 이는 1760년대에 알류트족과 러시아인들 사이에 여러 분쟁을 야기했다. 모피 무역은 수익성이 좋은 사업임이 입증되어 다른 유럽 국가들의 주목을 받았다. 잠재적인 경쟁자들에 대응하여 러시아인들은 코만도르스키예 제도에서 알래스카 해안까지 동쪽으로 영유권을 확장했다. 1784년, 예카테리나 2세 황후의 격려를 받아 탐험가 그리고리 셸리호프는 쓰리 세인츠 베이에 러시아 최초의 영구 정착지를 알래스카에 설립했다. 10년 후, 정교회 기독교 선교사들의 첫 번째 그룹이 도착하여 수천 명의 아메리카 원주민을 전도했으며, 그들의 후손 중 많은 이들이 여전히 그 종교를 유지하고 있다. 1780년대 후반까지 틀링깃족과의 무역 관계가 시작되었고, 1799년에는 모피 무역을 독점하기 위해 RAC가 결성되었으며, 이는 알래스카 원주민의 러시아화를 위한 제국주의적 수단으로도 작용했다.
자신들의 땅에 대한 침범과 다른 불만으로 인해 원주민들과 러시아인들의 관계는 악화되었다. 1802년, 틀링깃 전사들은 여러 러시아 정착지를 파괴했는데, 특히 레다우트 세인트 마이클 (옛 싯카)이 그러했고, 뉴 러시아만이 알래스카 본토에 남아있는 유일한 전초기지가 되었다. 이는 러시아인들을 몰아내지 못했고, 그들은 싯카 전투 2년 후 다시 주둔을 재개했다. 러시아인들과 아메리카 원주민들 간의 평화 협상은 나중에 모두스 비벤디를 확립했으며, 이는 거의 중단 없이 러시아가 알래스카에 주둔하는 동안 지속되었다. 1808년, 레다우트 세인트 마이클은 뉴아르한겔스크로 재건되었고, 이전 식민지 본부가 코디액에서 옮겨진 후 러시아령 아메리카의 수도가 되었다. 1년 후, RAC는 북부 캘리포니아의 더 풍부한 해달 사냥터로 사업을 확장하기 시작했으며, 1812년 그곳에 로스 요새가 건설되었다.
19세기 중반까지 러시아 북아메리카 식민지에서 얻는 이익은 급격히 감소했다. 영국 허드슨 베이 회사와의 경쟁으로 해달은 거의 멸종 상태에 이르렀고, 육상의 곰, 늑대, 여우 개체 수도 고갈되어 가고 있었다. 주기적인 아메리카 원주민 봉기, 크림 전쟁의 정치적 영향, 그리고 아메리카 대륙을 만족스럽게 완전히 식민지화할 수 없다는 현실에 직면한 러시아인들은 북아메리카 식민지를 유지하는 데 너무 많은 비용이 든다고 결론지었다. 그 부담에서 벗어나기를 간절히 바랐던 러시아인들은 1841년에 로스 요새를 매각했으며, 1867년에는 한 달도 채 안 되는 협상 끝에 미국은 알렉산드르 2세 황제의 알래스카 매각 제안을 수락했다. 720만 달러(현재 가치로 133만 달러 상당)의 알래스카 매매로 러시아 제국의 아메리카 대륙 식민지 주둔은 막을 내렸다.

## 탐험

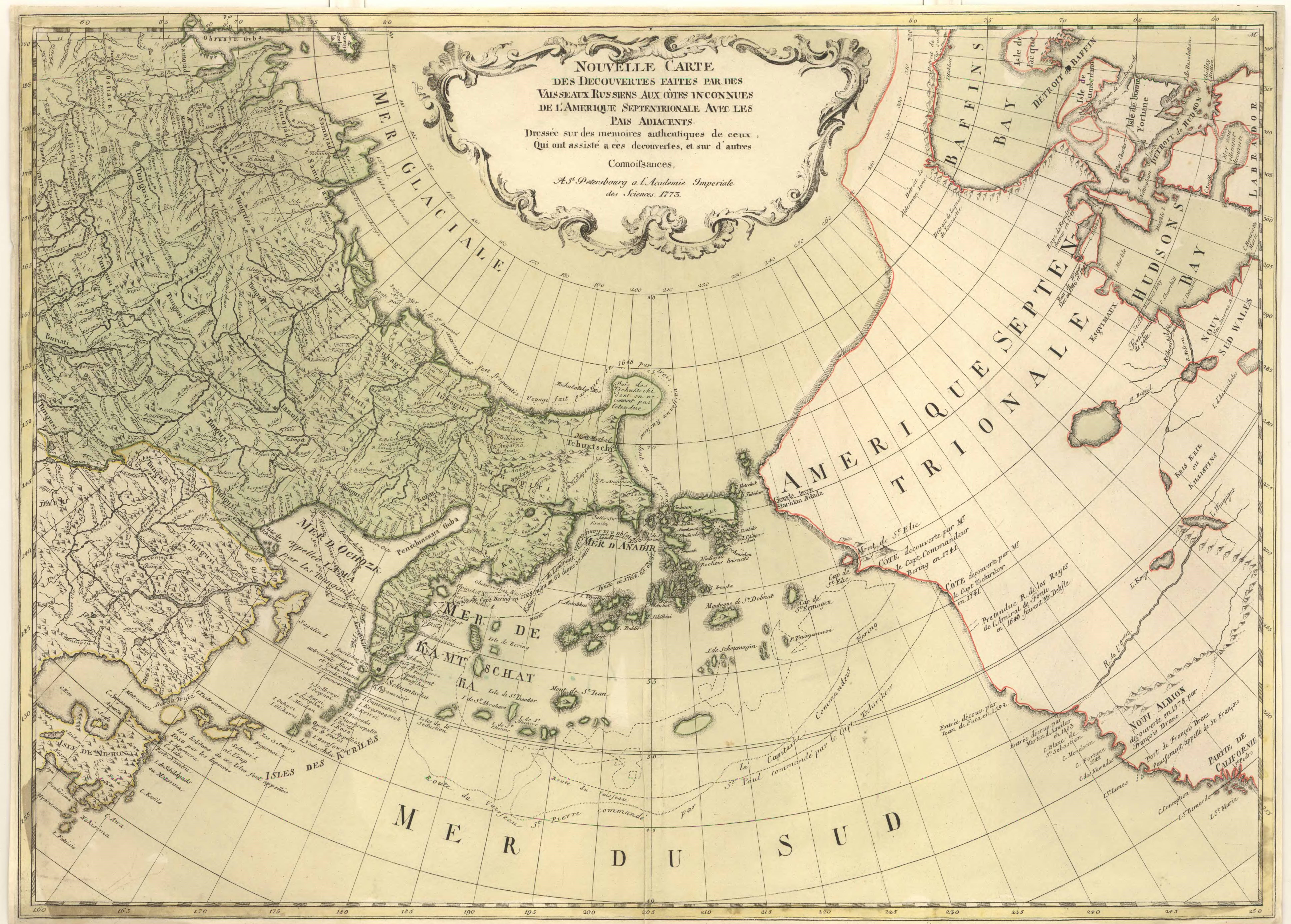
러시아 탐험가들의 보고서를 바탕으로 한 1773년 북아메리카 서부 지도.

가장 초기의 기록에 따르면 유라시아의 러시아인들이 알래스카에 도달한 최초의 유럽인이다. 18세기 훨씬 이전에 유라시아 슬라브 항해사들이 알래스카 해안에 도달했다는 비공식적인 가정이 있다.
1648년, 세묜 데즈뇨프는 콜리마강 어귀에서 북극해를 거쳐 아시아 동쪽 끝을 돌아 아나디리강까지 항해했다. 한 전설에 따르면 그의 배 중 일부는 항로를 이탈하여 알래스카에 도달했다고 한다. 그러나 정착의 증거는 남아있지 않다. 데즈뇨프의 발견은 중앙 정부에 전달되지 않아 시베리아가 북아메리카와 연결되어 있는지에 대한 의문을 남겼다.
알래스카 해안선에 대한 첫 목격은 1732년에 이루어졌다. 이 목격은 러시아 해양 탐험가이자 항해사인 이반 페도로프가 현재의 프린스오브웨일스곶 근처 바다에서 러시아의 데즈뇨프곶 맞은편 베링 해협의 동쪽 경계에서 이루어졌다. 그는 상륙하지 않았다.
첫 상륙은 1741년 비투스 베링과 알렉세이 치리코프에 의한 러시아 탐험 중 남부 알래스카주에서 일어났다. 1720년대 초, 표트르 1세 차르는 또 다른 탐험을 명령했다. 1733년-1743년 제2차 캄차카 탐험의 일환으로 덴마크 태생의 러시아인 비투스 베링이 지휘하는 스비아토이 페트르호와 러시아인 알렉세이 치리코프가 지휘하는 스비아토이 파벨호가 1741년 6월 캄차카반도의 페트로파블롭스크캄차츠키 항구를 출발했다. 그들은 곧 헤어졌지만, 각자 동쪽으로 계속 항해했다. 7월 15일, 치리코프는 육지를 목격했는데, 아마도 알래스카 남동부 프린스오브웨일스섬의 서쪽이었을 것이다. 그는 남자들을 긴 보트에 태워 해안으로 보냈고, 이들은 북아메리카 북서부 해안에 상륙한 최초의 유럽인이 되었다. 대략 7월 16일, 베링과 스비아토이 페트르호 선원들은 알래스카 본토의 세인트 엘리아스 산을 목격했고, 곧 러시아를 향해 서쪽으로 방향을 틀었다. 한편, 치리코프와 스비아토이 파벨호는 10월에 발견한 육지에 대한 소식을 가지고 러시아로 돌아갔다. 11월, 베링의 배는 베링섬에 난파되었다. 그곳에서 베링은 병에 걸려 죽었고, 거센 바람은 스비아토이 페트르호를 산산조각 냈다. 섬에 고립된 선원들은 겨울을 보낸 후, 난파선 잔해로 배를 만들어 1742년 8월 러시아로 출항했다. 베링의 선원들은 1742년에 캄차카 해안에 도착하여 탐험 소식을 전했다. 그들이 가져온 고품질의 해달 모피는 알래스카에 러시아 정착지를 촉발시켰다.
상트페테르부르크 중앙 권력과의 거리, 그리고 어려운 지형과 불충분한 자원 부족으로 인해 다음 국가 후원 탐험은 20년 이상 기다려야 했다. 1766년에 피오트르 크레니친과 미하일 레바쇼프 선장이 알류샨 열도를 향해 출발했으며, 처음에는 베링섬에 난파되었지만 결국 목적지에 도달했다. 1774년부터 1800년 사이에 스페인도 여러 탐험대를 알래스카로 보내 태평양 북서부에 대한 영유권을 주장했다. 이 주장은 누트카 위기 여파로 19세기 초에 포기되었다. 니콜라이 루먄체프 백작은 아담 요한 폰 크루젠슈테른과 니콜라이 레자노프의 공동 지휘 아래 1803년부터 1806년까지 러시아 최초의 해군 세계일주에 자금을 지원했으며, 1814년부터 1816년까지 리우릭호의 세계일주 준비에 중요한 역할을 했는데, 이는 알래스카와 캘리포니아의 동식물에 대한 상당한 과학적 정보와 알래스카 및 캘리포니아(외 다른) 원주민에 대한 중요한 민족지학적 정보를 제공했다.

## 무역 회사
러시아 제국은 유럽 제국들 중 해외 탐험이나 영토 (정복) 정착에 대한 국가 후원이 없다는 점에서 독특했다. 아메리카 대륙에서 그러한 활동을 후원하는 최초의 국가 보호 무역 회사는 그리고리 셸리호프와 이반 라리오노비치 골리코프의 셸리호프-골리코프 회사였다. 1780년대 동안 러시아령 아메리카에서는 다른 여러 회사들이 운영되고 있었다. 셸리호프는 정부에 독점적인 통제를 요청했지만, 1788년 예카테리나 2세는 그의 회사에 이미 점유하고 있는 지역에 대해서만 독점권을 부여하기로 결정했다. 다른 상인들은 다른 곳에서 자유롭게 경쟁할 수 있었다. 예카테리나의 결정은 1788년 9월 28일 제국 [[칙령|ukase]] (포고)로 발표되었다.
셸리호프-골리코프 회사는 러시아-아메리카 회사 (RAC)의 기반을 형성했다. 그 헌장은 1799년 새로운 차르 파벨 1세에 의해 제정되었으며, 이 헌장은 알류샨 열도와 북아메리카 본토, 남쪽으로 북위 55도까지의 무역에 대한 독점적 통제권을 회사에 부여했다.:102 RAC는 러시아 최초의 주식회사였으며, 러시아 제국 상업부의 직접적인 권한 아래에 있었다. 이르쿠츠크에 기반을 둔 시베리아 상인들이 처음에는 주요 주주였지만, 곧 상트페테르부르크에 기반을 둔 러시아 귀족들로 교체되었다. 이 회사는 현재의 알래스카, 하와이주 및 캘리포니아주에 정착지를 건설했다.

## 러시아의 식민지화

### 1740년대부터 1800년대까지
1743년부터, 소규모 모피 상인 단체들이 러시아 태평양 연안에서 알류샨 열도로 항해하기 시작했다.

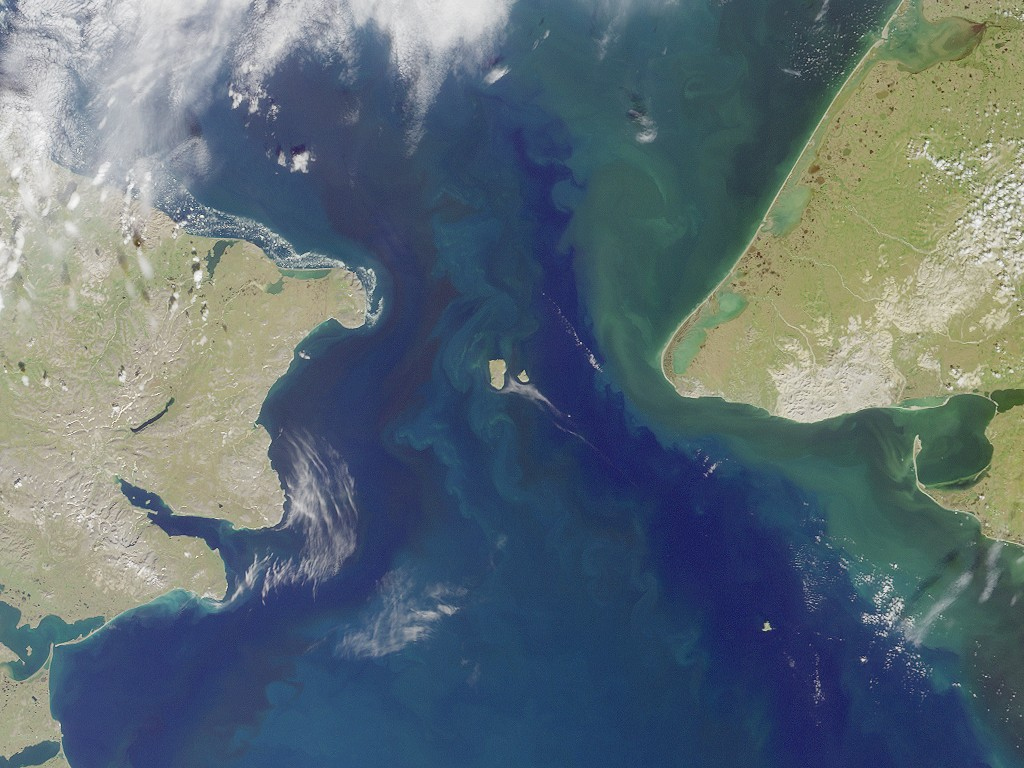
베링 해협. 러시아의 동해안이 알래스카의 서해안과 가장 가깝게 맞닿아 있다. 초기 러시아 식민지화는 해협 남쪽, 알류샨 열도에서 이루어졌다.

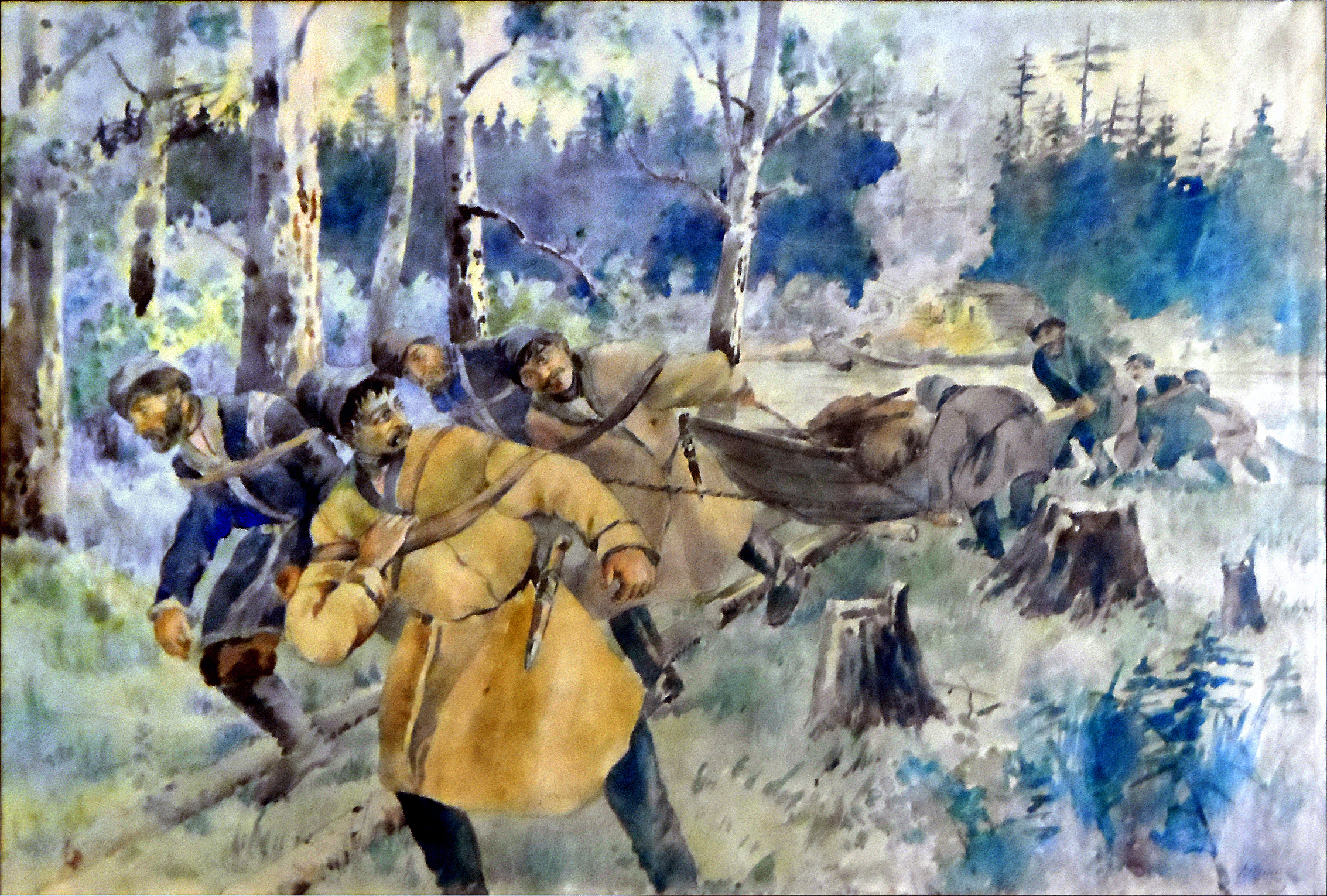
시베리아-러시아 프라미슐렌니키 (사냥꾼-덫 사냥꾼 개척자들)

스스로 해양 생물을 사냥하기보다는 시베리아-러시아 프라미슐렌니키들은 알류트족에게 대신 사냥을 강요했으며, 종종 사냥한 물개 모피와 교환하여 가족 구성원을 인질로 잡았다. 이러한 식민지 착취 패턴은 프라미슐렌니키가 시베리아와 러시아 극동으로 확장하는 과정에서의 일부 관행과 유사했다.
모피의 잠재적 부에 대한 소문이 퍼지면서 러시아 회사들 간의 경쟁이 심화되었고, 수많은 알류트족이 농노화되었다.

러시아-아메리카 회사의 기 (1806–1881).

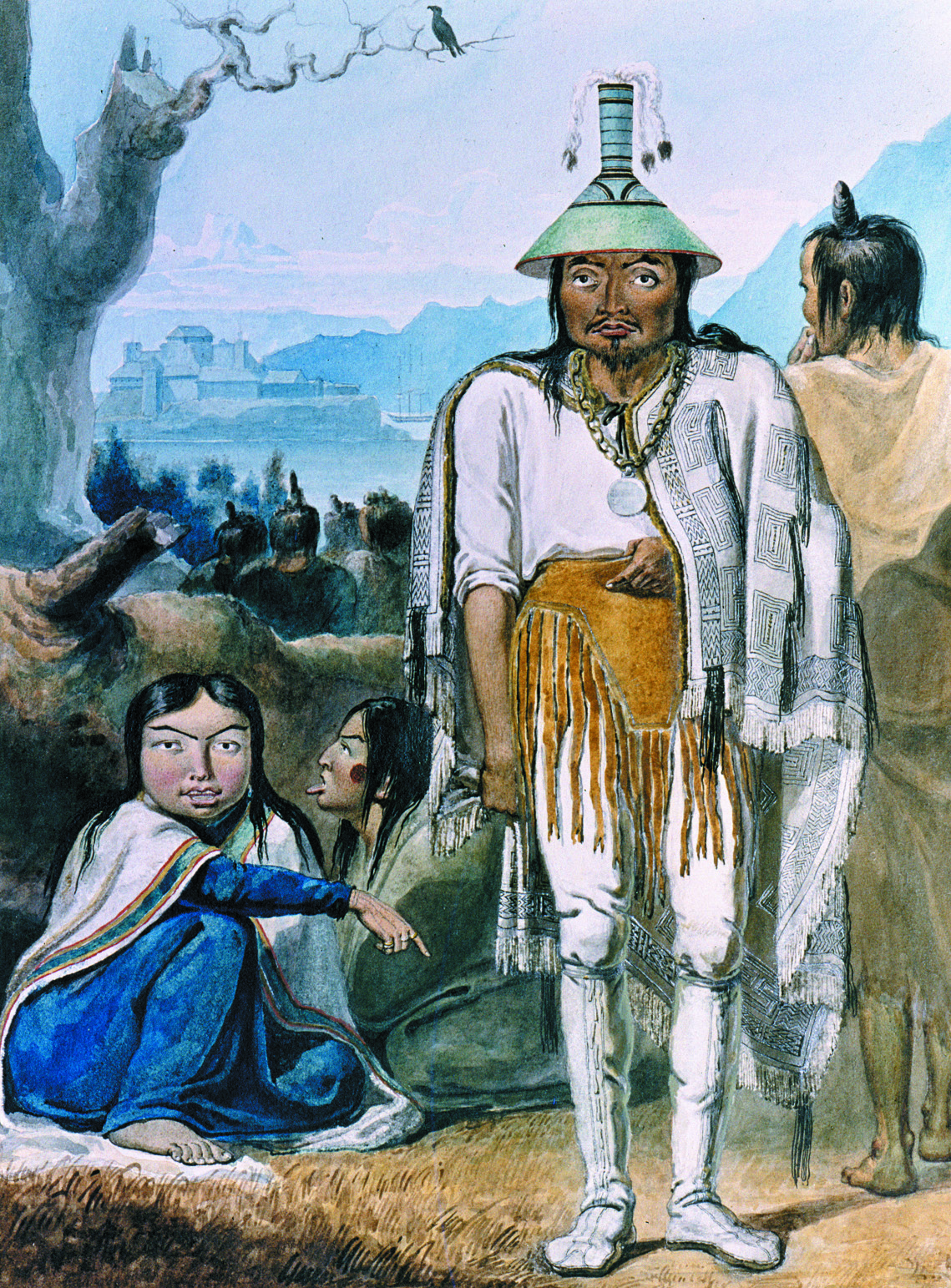
싯카의 틀링깃족 족장 카틀리안과 그의 아내

동물 개체 수가 감소함에 따라, 러시아 모피 무역에 의해 육성된 새로운 물물교환 경제에 이미 너무 의존하고 있던 알류트족은 더 많은 수달을 사냥하기 위해 북태평양의 위험한 바다에서 점점 더 큰 위험을 감수하도록 강요받았다. 1783-1799년의 셸리호프-골리코프 회사가 독점권을 형성하면서, 그들의 소규모 전투와 폭력적인 사건은 원주민 착취를 위한 식민지 통치의 도구로 체계적인 폭력으로 변모했다. 알류트족 농노들이 반란을 일으켜 일부 승리를 거두자, 프라미슐렌니키는 보복하여 많은 사람들을 죽이고 그들의 보트와 사냥 도구를 파괴하여 생존 수단을 박탈했다. 가장 파괴적인 영향은 질병으로부터 왔다. 시베리아-러시아 프라미슐렌니키와의 접촉 초기 두 세대 (1741-1759년 및 1781-1799년) 동안 알류트족 인구의 80%가 유라시아 감염병으로 사망했다. 이 질병들은 당시 유라시아인들에게는 풍토병이었지만, 알류트족은 그 질병에 대한 면역력이 없었다.
알래스카 식민지는 운송 비용 때문에 결코 수익성이 높지 않았지만, 대부분의 러시아 상인들은 그 땅을 자신들을 위해 지키기로 결심했다. 1784년, 나중에 알래스카 식민지 행정부로 발전한 러시아-아메리카 회사를 설립한 그리고리 이바노비치 셸리호프는 쓰리 세인츠호(러시아어: Три Святителя)와 성 시몬호 두 척의 배를 이끌고 코디액섬의 쓰리 세인츠 베이에 도착했다. 코니악 알래스카 원주민들은 러시아인들을 괴롭혔고, 셸리호프는 수백 명을 죽이고 나머지의 복종을 강요하기 위해 인질을 잡는 것으로 응수했다. 코디액섬에 그의 권위를 확립한 셸리호프는 섬의 쓰리 세인츠 베이에 알래스카에서 두 번째 영구 러시아 정착지(1774년에 영구적으로 정착된 어널래스카섬 다음)를 세웠다.
1790년, 러시아로 돌아온 셸리호프는 알렉산드르 바라노프를 고용하여 그의 알래스카 모피 사업을 관리하게 했다. 바라노프는 식민지를 코디액섬의 북동쪽 끝으로 옮겼는데, 그곳에는 재목이 풍부했다. 이 지역은 나중에 현재의 코디액 시로 발전했다. 러시아 식민지 개척자들은 코니악족 여성들을 아내로 삼고 가족을 이루었으며, 그들의 성씨는 파나마로프, 페트리코프, 크바스니코프 등 오늘날까지 이어지고 있다. 1795년, 바라노프는 알래스카 남동부에서 비러시아계 유럽인들이 원주민들과 무역하는 것을 보고 우려하여 현재의 싯카에서 북쪽으로 six 마일 (9.7 km) 떨어진 미하일롭스크를 세웠다. 그는 틀링깃족으로부터 땅을 샀지만, 1802년 바라노프가 자리를 비운 사이, 이웃 마을의 틀링깃족이 미하일롭스크를 공격하여 파괴했다. 바라노프는 러시아 전함을 이끌고 돌아와 틀링깃 마을을 초토화시켰다. 그는 미하일롭스크의 폐허 위에 뉴아르한겔스크(러시아어: Ново-Архангельск)라는 정착지를 건설했다. 이곳은 러시아령 아메리카의 수도가 되었고, 나중에 싯카 시가 되었다.
바라노프가 알래스카에 러시아 정착지를 확보하는 동안, 셸리호프 가문은 알래스카 모피 무역의 독점을 위해 예카테리나 여제에게 계속 로비를 벌였다. 1799년, 셸리호프의 사위 니콜라이 레자노프는 파벨 1세 황제로부터 아메리카 모피 무역의 독점권을 획득하면서 성공을 거두었다. 레자노프는 러시아-아메리카 회사를 설립했다. 이 거래의 일환으로 황제는 회사가 알래스카에 새로운 정착지를 설립할 것을 기대했다. 따라서 회사는 상업 사업에 집중하면서도 북아메리카의 러시아 제국 전초기지 역할도 효과적으로 수행하게 되었다.

### 1800년부터 1867년까지

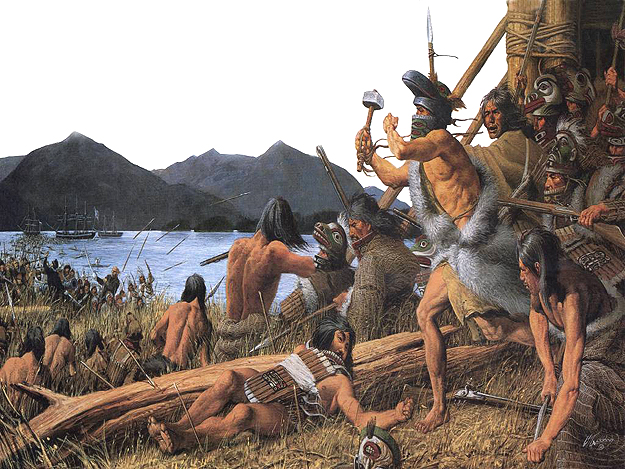
1804년 싯카 전투에서 알류트족과 러시아 연합군이 틀링깃 부족을 물리치다.

1804년까지 러시아-아메리카 회사의 관리자가 된 바라노프는 싯카 전투에서 틀링깃 부족을 진압한 후 아메리카에서의 모피 무역 활동에 대한 회사의 지배력을 강화했다. 러시아는 알래스카를 완전히 식민지화하지 못했다. 대부분의 경우, 그들은 해안에만 머물렀고 내륙은 피했다.

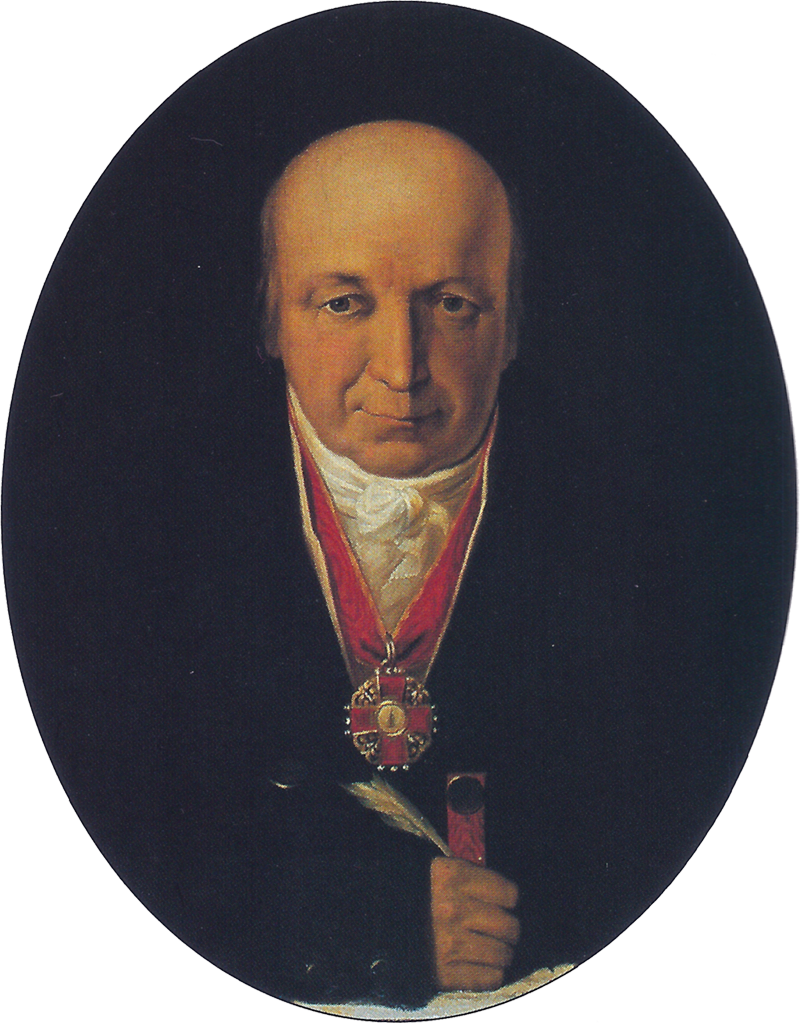
헥터 셰비니가 "알래스카의 군주"라고 불렀던 알렉산드르 바라노프는 러시아-아메리카 회사에서 활발한 역할을 했으며 러시아령 아메리카의 초대 총독이었다.

1812년부터 1841년까지 러시아인들은 로스 요새를 운영했다. 1814년부터 1817년까지 하와이 왕국에서는 러시아 엘리자베스 요새가 운영되었다. 1830년대에 이르러 러시아의 무역 독점은 약화되고 있었다. 영국의 허드슨 베이 회사는 1839년 RAC–HBC 협정에 따라 러시아령 아메리카 남쪽 가장자리를 임대받았고, 세인트 스티킨 요새를 세워 무역을 빼돌리기 시작했다.
회사의 배는 2~3년에 한 번씩 러시아 아메리카 전초기지에 방문하여 보급품을 전달했다. 보급품의 제한된 재고 때문에, 무역은 알류트 노동자들이 수행하는 덫 사냥 작업에 비해 부수적인 것이었다. 이로 인해 러시아 전초기지들은 절실히 필요한 식량과 물품을 위해 영국 및 미국 상인들에게 의존하게 되었고, 이러한 상황에서 바라노프는 RAC 시설이 "외국인들과의 무역 없이는 존재할 수 없다"는 것을 알고 있었다. 미국인들과의 관계는 특히 유리했는데, 당시 러시아인들에게 가까운 광저우시에서 모피를 팔 수 있었기 때문이다. 단점은 미국인 사냥꾼들과 덫 사냥꾼들이 러시아인들이 자신들의 것이라고 생각하는 영토를 침범했다는 점이다.
1799년 피닉스호의 침몰을 시작으로, 여러 RAC 선박이 폭풍으로 침몰하거나 손상되어 RAC 전초기지에 자원이 부족하게 되었다. 1800년 6월 24일, 미국 선박 한 척이 코디액섬으로 항해했다. 바라노프는 선박에 실린 12,000루블 상당의 상품 판매를 협상하여 "임박한 기아"를 막았다. 재임 기간 동안 바라노프는 미국 물품과 교환하여 200만 루블이 넘는 모피를 거래했으며, 이는 이사회의 불만을 샀다. 1806년부터 1818년까지 바라노프는 1,500만 루블 상당의 모피를 러시아로 보냈으나, 보급품으로 300만 루블 미만을 받았는데, 이는 상트페테르부르크 회사 사무실에만 지출된 비용의 절반에도 미치지 못했다.
1824년 러시아-아메리카 조약은 북위 54°40' 북위선 북쪽의 모피 무역에 대한 러시아의 독점적 권리를 인정했으며, 미국의 권리와 주장은 그 선 아래로 제한되었다. 이 구분은 1825년 영국과의 병행 협정인 상트페테르부르크 조약에서도 반복되었는데(이는 또한 영국령 북아메리카와의 국경 대부분을 해결하기도 했다). 그러나 이 협정들은 곧 흐지부지되었고, 1818년 알렉산드르 바라노프의 은퇴로 알래스카에 대한 러시아의 지배력은 더욱 약화되었다.
1821년 러시아-아메리카 회사의 헌장이 갱신되었을 때, 최고 관리자는 그때부터 해군 장교가 되어야 한다고 규정했다. 대부분의 해군 장교는 모피 무역 경험이 없었기 때문에 회사는 어려움을 겪었다. 두 번째 헌장은 또한 외국인, 특히 경쟁자인 미국인들과의 모든 접촉을 차단하려고 했다. 이 전략은 러시아 식민지가 미국 보급선에 의존하는 데 익숙해졌고, 미국이 모피의 중요한 고객이 되었기 때문에 역효과를 냈다. 결국 러시아-아메리카 회사는 허드슨 베이 회사와 합의하여 영국인들에게 러시아 영토를 통과할 권리를 부여했다.

## 식민지
알래스카의 첫 러시아 식민지는 1784년 그리고리 셸리호프에 의해 세워졌다.:102 이후 러시아 탐험가와 정착민들은 알래스카 본토, 알류샨 열도, 하와이주, 북부 캘리포니아에 교역소를 계속해서 설립했다.

### 알래스카
러시아-아메리카 회사는 1799년 니콜라이 레자노프의 영향으로 해달 모피를 사냥하기 위해 설립되었다.:40 러시아 식민지의 최고 인구는 약 4,000명이었지만, 이들 대부분은 알류트족, 틀링깃족 및 기타 알래스카 원주민이었다. 러시아인의 수는 어느 때든 500명을 거의 넘지 않았다.:xiii

### 캘리포니아
러시아인들은 북부 캘리포니아의 보데가 만 근처, 샌프란시스코만 북쪽에 1812년 포트리스 로스(러시아어: Крѣпость Россъ, Krepost' Ross)라고 불리는 전초기지를 세웠다.:181
로스 요새 식민지에는 샌프란시스코 연안의 파랄론 제도에 있는 물개 사냥 기지가 포함되었다.
1818년까지 로스 요새의 인구는 128명이었으며, 러시아인 26명과 아메리카 원주민 102명으로 구성되었다.:181 러시아인들은 1841년 이 지역을 떠날 때까지 이곳을 유지했다. 2015년 기준 로스 요새는 미국 국립사적지에 등록된 연방 국가 역사 랜드마크이다. 샌프란시스코에서 북서쪽으로 약 80 마일 (130 km) 떨어진 캘리포니아의 로스 요새 주립 역사 공원에 보존되어 복원되었다.
러시아의 식민지 침략에 대한 스페인의 우려는 누에바에스파냐 당국이 상부 라스 칼리포르니아스 주의 정착을 시작하게 했고, 프레시디오 (요새), 푸에블로 (마을), 그리고 캘리포니아 선교회가 설립되었다. 1821년 독립을 선언한 후, 멕시코인들도 러시아인들에게 반대하는 입장을 취했다. 미션 샌프란시스코 데 솔라노 (소노마 선교회, 1823년)는 특히 로스 요새의 러시아인 주둔에 대응하여 설립되었으며, 멕시코는 1836년에 엘 프레시디오 레알 데 소노마 또는 소노마 막사를 설립하고, 마리아노 과달루페 발레호 장군을 알타 칼리포르니아 주의 북부 국경 사령관으로 임명했다.

## 선교 활동

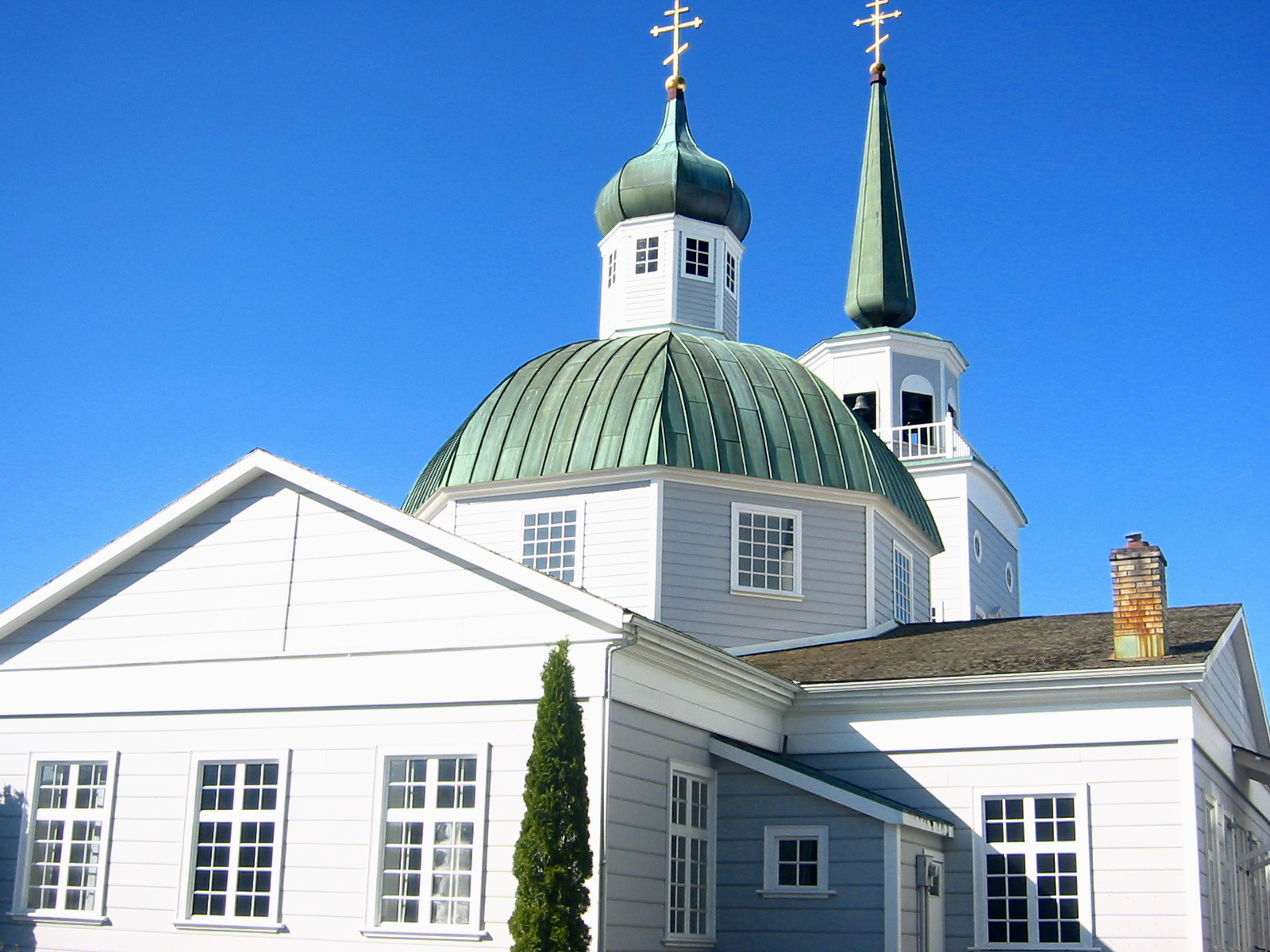
현재의 싯카에 있는 러시아 정교회 성 미카엘 대성당

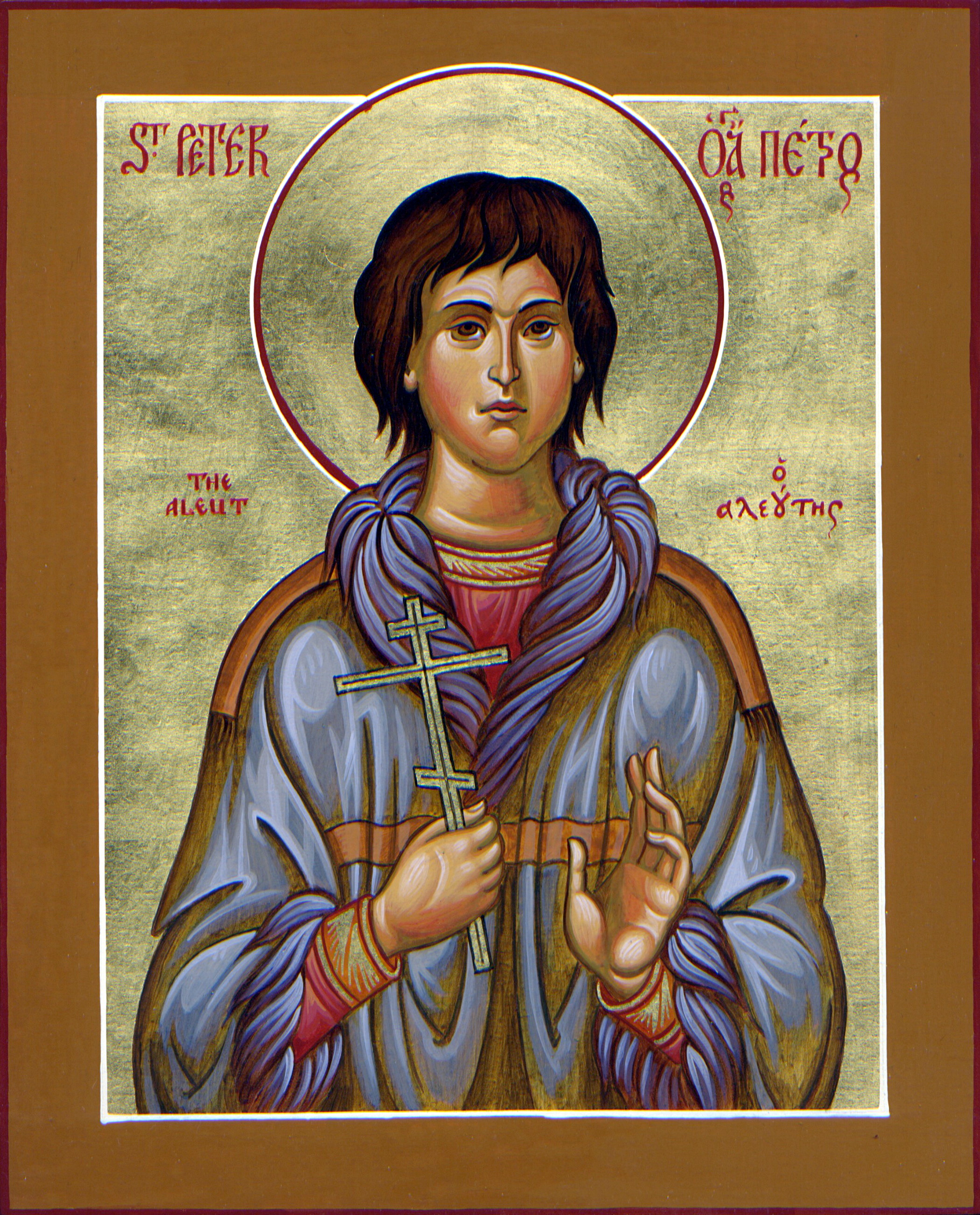
순교한 알류트 크리올인 성 베드로 알류트.

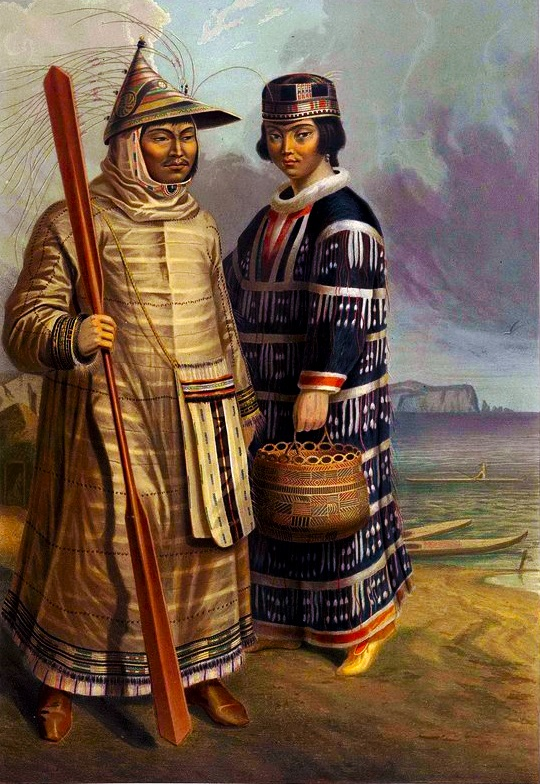
알류트족 남녀.

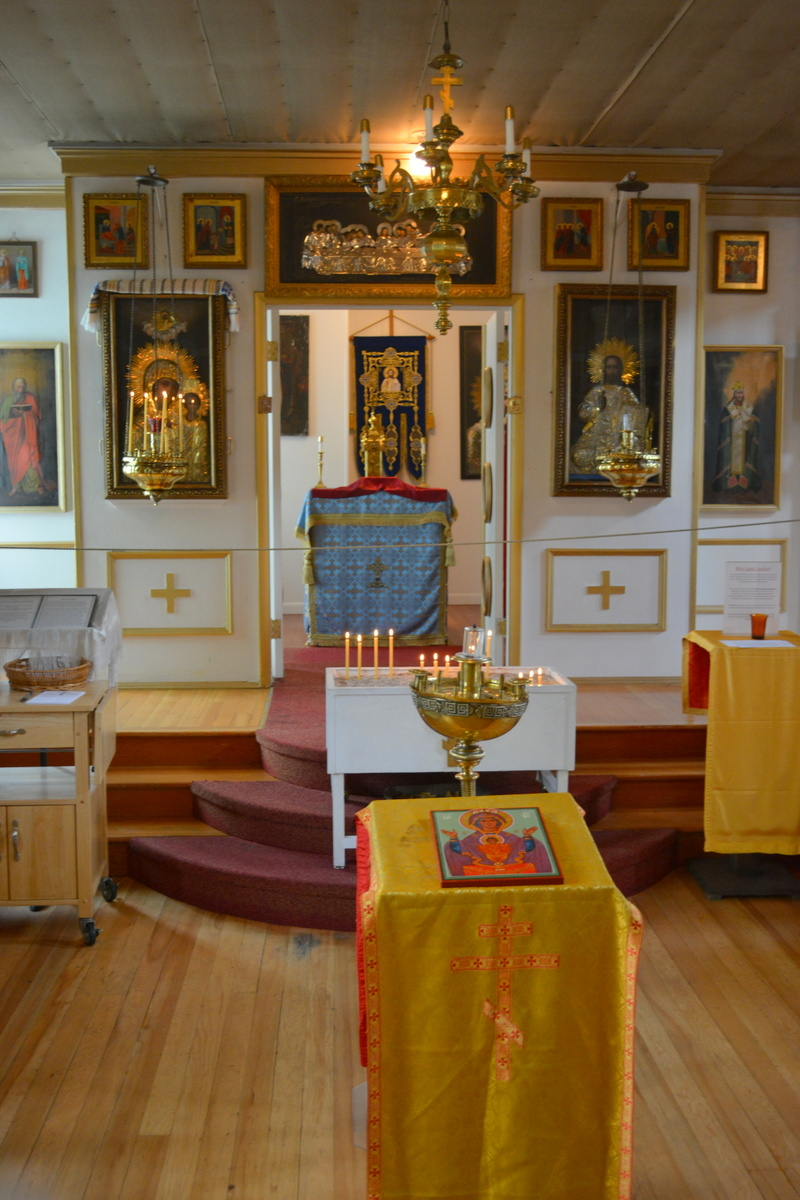
성 미카엘 대성당의 성소.

쓰리 세인츠 베이에서 셸리호프는 원주민들에게 러시아어 읽고 쓰는 법을 가르치기 위한 학교를 세웠고, 러시아 정교회 신앙을 전파하는 최초의 상주 선교사들과 성직자들을 소개했다. 이 신앙은 (초기 단계에서 알류트어로 번역된 예배 의식과 텍스트와 함께) 1740년대부터 1780년대까지 비공식적으로 도입되었다. 일부 모피 상인들은 현지 가족을 형성하거나 알류트 무역 파트너를 대자식으로 상징적으로 입양하여 이러한 특별한 개인적 유대를 통해 그들의 충성심을 얻었다. 선교사들은 곧 원주민 인구 착취에 반대했으며, 그들의 보고서는 이 시기에 식민지 통치를 확립하기 위해 가해진 폭력에 대한 증거를 제공한다.
RAC의 독점은 알렉산드르 1세 황제에 의해 1821년 갱신되었는데, 회사가 선교 활동을 재정적으로 지원한다는 조건이었다. 회사 이사회는 총관리자 아르비드 아돌프 에톨렌에게 뉴아르한겔스크에 주교 관저를 건설하도록 명령했으며, 주교는 베니아미노프였다. 루터교회가 뉴아르한겔스크의 핀인 인구를 위해 계획되었을 때, 베니아미노프는 어떤 루터교 신부도 이웃 틀링깃족에게 개종을 시도하는 것을 금지했다. 베니아미노프는 뉴아르한겔스크 외부의 틀링깃족에 대한 영향력을 행사하는 데 어려움을 겪었는데, 이는 RAC로부터의 정치적 독립으로 인해 알류트족보다 러시아 문화적 영향에 덜 수용적이었기 때문이다. 1835년-1837년에 알래스카 전역에 천연두 전염병이 퍼졌고, 베니아미노프가 제공한 의료 지원은 정교회로의 개종자를 만들었다.
바르톨로메 데 라스 카사스나 성 프란치스코 하비에르와 같은 목회 신학에 영감을 받아, 초기 기독교가 고전 고대 문화에 적응해야 할 필요성에서 비롯된 그들의 선교사들은 현지 문화를 중요시하고 교구 생활과 선교 활동에서 원주민 지도력을 장려하는 전략을 적용했다. 나중에 온 개신교 선교사들과 비교했을 때, 정교회의 정책은 "돌이켜보면 알래스카 원주민 문화에 비교적 민감했다"고 평가된다. 이 문화 정책은 원래 교회와 국가의 권위를 러시아령 아메리카의 10,000명 이상의 주민들의 보호자로 확립함으로써 원주민들의 충성심을 얻기 위한 것이었다. (러시아인 정착민의 수는 기록된 812명보다 항상 적었으며, 거의 모두 싯카와 코디액에 집중되어 있었다.)
러시아 성직자들이 다양한 알래스카 원주민 언어 중 어느 하나라도 유창하게 구사하도록 훈련시키는 데 어려움이 있었다. 이를 해결하기 위해 베니아미노프는 1845년에 혼혈 및 원주민 성직자 지망생을 위한 신학교를 열었다. 유망한 학생들은 상트페테르부르크나 이르쿠츠크에 있는 추가 학교로 보내졌으며, 나중에 이르쿠츠크는 1858년에 원래 신학교의 새로운 위치가 되었다. 성 회의는 1841년에 암리아, 치니아크, 케나이, 누샤가크에 네 개의 선교 학교를 개설하도록 지시했다. 베니아미노프는 러시아 역사, 문학, 수학, 종교학을 포함하는 커리큘럼을 확립했다.
선교 전략의 부수적인 효과는 새롭고 자율적인 형태의 원주민 정체성이 발전했다는 점이다. 많은 원주민 전통은 지역의 "러시아" 정교회 전통과 마을의 종교 생활 속에서 살아남았다. 이러한 현대 원주민 정체성의 일부는 알래스카 남부의 거의 모든 민족 언어 집단에서 문자와 문학의 기초가 되는 알파벳이다. 러시아령 아메리카 전역에서 유명한 이반 베니아미노프 신부(나중에 성 인노켄티)는 러시아어 문자를 바탕으로 수백 개의 언어와 방언 단어를 위한 알류트어 사전을 개발했다.
현대 알래스카에 남아있는 러시아 식민지 시대의 가장 눈에 띄는 흔적은 거의 90개에 달하는 러시아 정교회 본당이며, 20,000명 이상의 신자들이 거의 전적으로 원주민으로 이루어져 있다. 여기에는 내륙의 여러 애서배스카어파 집단, 매우 큰 유픽족 공동체, 그리고 거의 모든 알류트족 및 알루티크족 인구가 포함된다. 몇 안 되는 틀링깃 정교회 본당 중 주노의 큰 공동체는 러시아 식민지 시대 이후에야 정교회 기독교를 받아들였는데, 이곳에는 러시아 정착민이나 선교사가 없었다. 광범위하고 지속적인 지역 러시아 정교회 관습은 현지 신앙과 기독교의 혼합주의의 결과일 가능성이 높다.
관찰자들은 알래스카 판매 이전에 뉴아르한겔스크에 400명의 원주민 정교회 개종자가 있었지만, 그들의 종교적 유대 관계는 미약했다고 지적했다. 러시아 통치가 끝난 후 틀링깃족 신자 수는 감소하여 1882년에는 당시 싯카로 이름이 바뀐 그곳에 117명의 신자만이 거주했다.

## 알래스카 매매

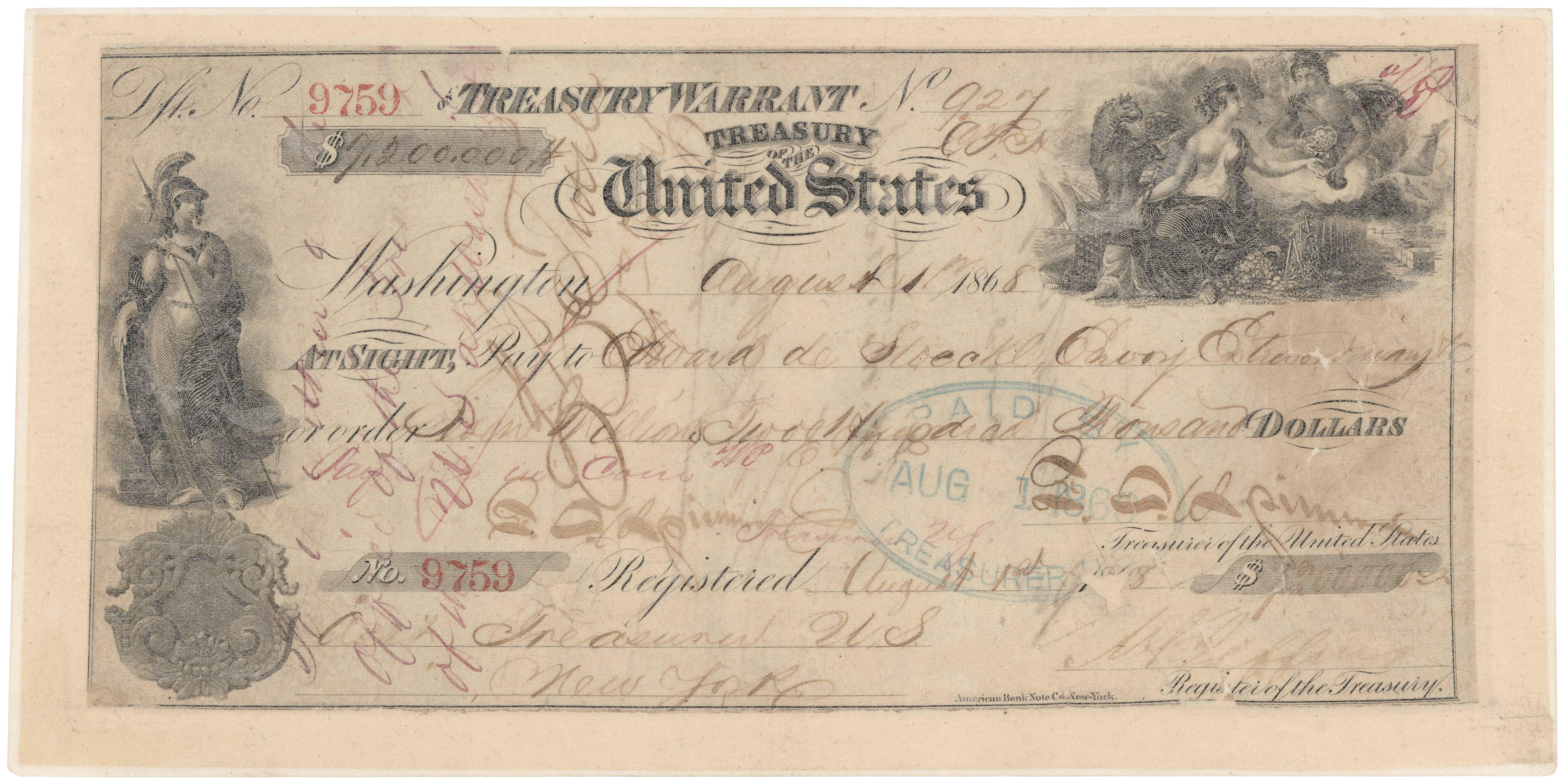
알래스카 매매에 사용된 수표

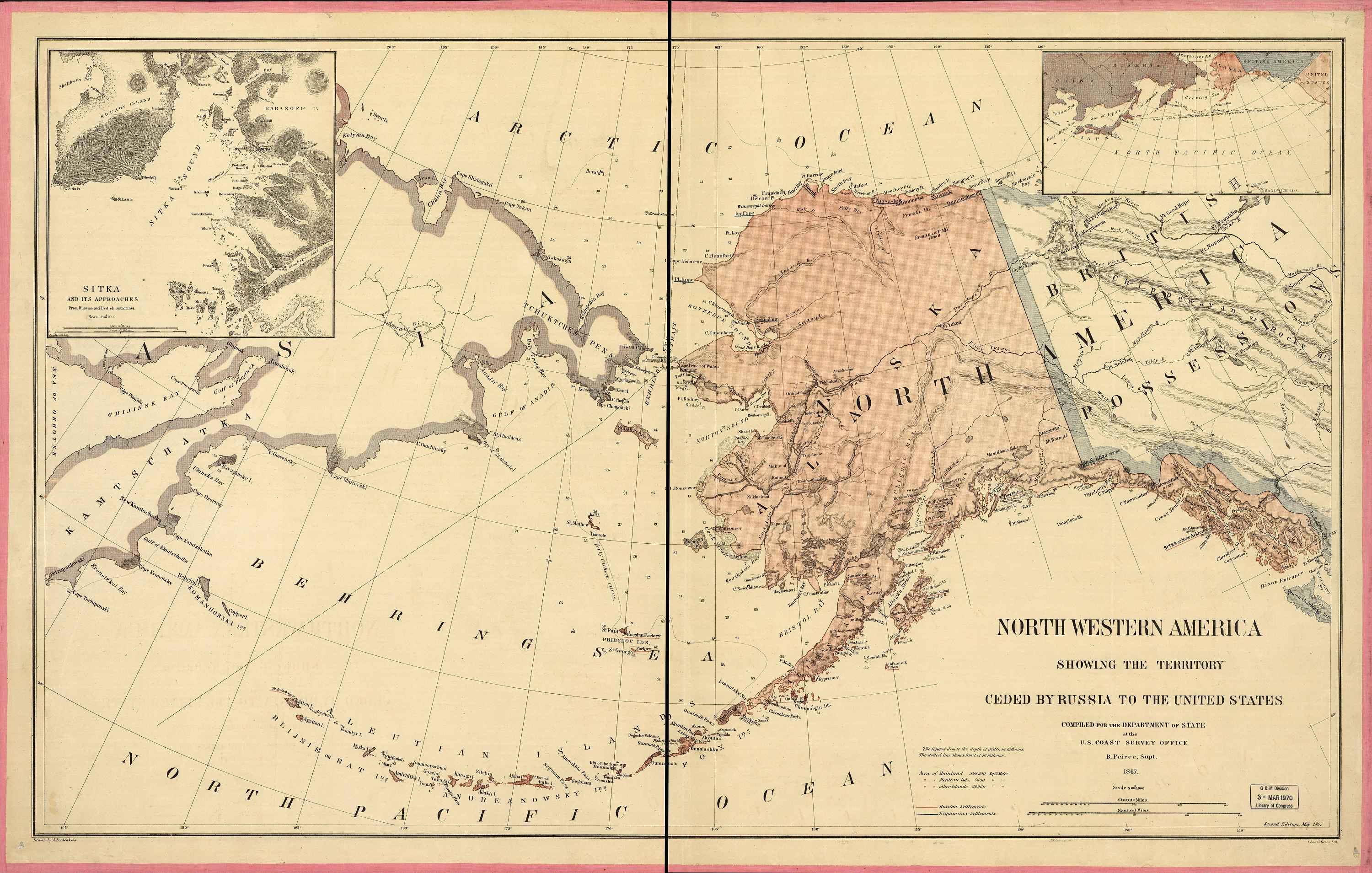
알래스카 매매 직후인 1867년 알래스카 영토를 묘사한 지도

1860년대에 이르러 러시아 정부는 러시아령 아메리카 식민지를 포기할 준비가 되었다. 과도한 사냥으로 인해 모피 동물의 개체 수가 심각하게 줄었고, 영국과 미국과의 경쟁은 상황을 더욱 악화시켰다. 이는 멀리 떨어진 식민지를 보급하고 보호하는 어려움과 결합되어 해당 영토에 대한 관심을 감소시켰다. 또한 러시아는 어려운 재정 상황에 처해 있었고, 특히 영국과의 미래 분쟁에서 보상 없이 러시아령 알래스카를 잃을까 봐 두려워했다. 러시아인들은 영국과의 분쟁 시 방어하기 어려운 이 지역이 브리티시컬럼비아주로부터의 영국 침략의 주요 목표가 될 수 있으며, 쉽게 점령될 것이라고 믿었다. 그래서 남북 전쟁에서 북부가 승리한 후, 알렉산드르 2세 차르는 러시아 주미 대사 에두아르트 데 스퇴클에게 1867년 3월 초 윌리엄 H. 수어드 미국 국무장관과 협상에 착수하도록 지시했다. 수어드의 선동으로 미국 상원은 알래스카 매매로 알려진 러시아 제국으로부터의 매입을 승인했다. 비용은 에이커당 2센트로 책정되어 1867년 4월 9일에 총 7,200,000달러에 달했다. 취소된 수표는 현재 미국 국립기록원에 보관되어 있다.
1867년 러시아령 아메리카가 720만 달러(에이커당 2센트, 2022년 기준 $133,320,000에 해당)에 미국에 매각된 후, 러시아-아메리카 회사의 모든 소유물은 청산되었다.
양도 후, 지역 틀링깃족 부족의 많은 원로들은 "캐슬 힐"만이 러시아가 매각할 권리가 있는 땅이라고 주장했다. 다른 원주민 집단들도 자신들이 결코 땅을 포기한 적이 없으며, 미국인들이 침범하여 점유했다고 주장했다. 원주민 토지 소유권 주장은 20세기 후반, 의회와 알래스카 원주민 토지 소유권 정착법 지도자들의 서명으로 완전히 해결되었다.
러시아령 아메리카의 절정기에 러시아인 인구는 700명에 달했으며, 알류트족은 40,000명이었다. 그들과 미국 시민의 특권을 보장받은 크리올은 3년 이내에 시민이 될 기회를 얻었으나, 소수만이 그 선택을 행사하기로 결정했다. 제퍼슨 C. 데이비스 장군은 싯카의 러시아인들에게 집을 비우라고 명령했는데, 그 집들이 미국인들에게 필요하다고 주장했기 때문이다. 러시아인들은 미국 군대의 난폭함과 폭행에 대해 불평했다. 많은 러시아인들이 러시아로 돌아갔고, 다른 이들은 태평양 북서부와 캘리포니아주로 이주했다.

## 유산
소련 (USSR)은 1990년과 1991년에 알래스카-러시아령 아메리카를 최초로 발견하고 영유권을 주장한 250주년을 기념하여 기념 주화 시리즈를 발행했다. 이 기념 주화는 양년에 걸쳐 은화, 백금 주화, 두 종류의 팔라듐 주화로 구성되었다.
알래스카 원주민들은 미국이 영토를 직접 매입한 것이 아니라 원주민과의 협상권을 매입한 것이므로 여전히 자신들에게 영토 소유권이 있다고 주장했다. 그러나 알래스카주 승격법이 시행된 후, 미국 정부는 알래스카 원주민들에게 4,400만 에이커를 양도했다.
21세기 초, 러시아 관리들과 친크렘린 블로거들은 러시아에서 알래스카 통제권을 되찾으려는 야망에 대해 일반적으로 농담조의 논의를 부추겼다. 일부 러시아 초국수주의자들은 매매를 엄청난 실수로 보았다.

## 북아메리카의 러시아 정착지
- 어널래스카섬 – 1774년

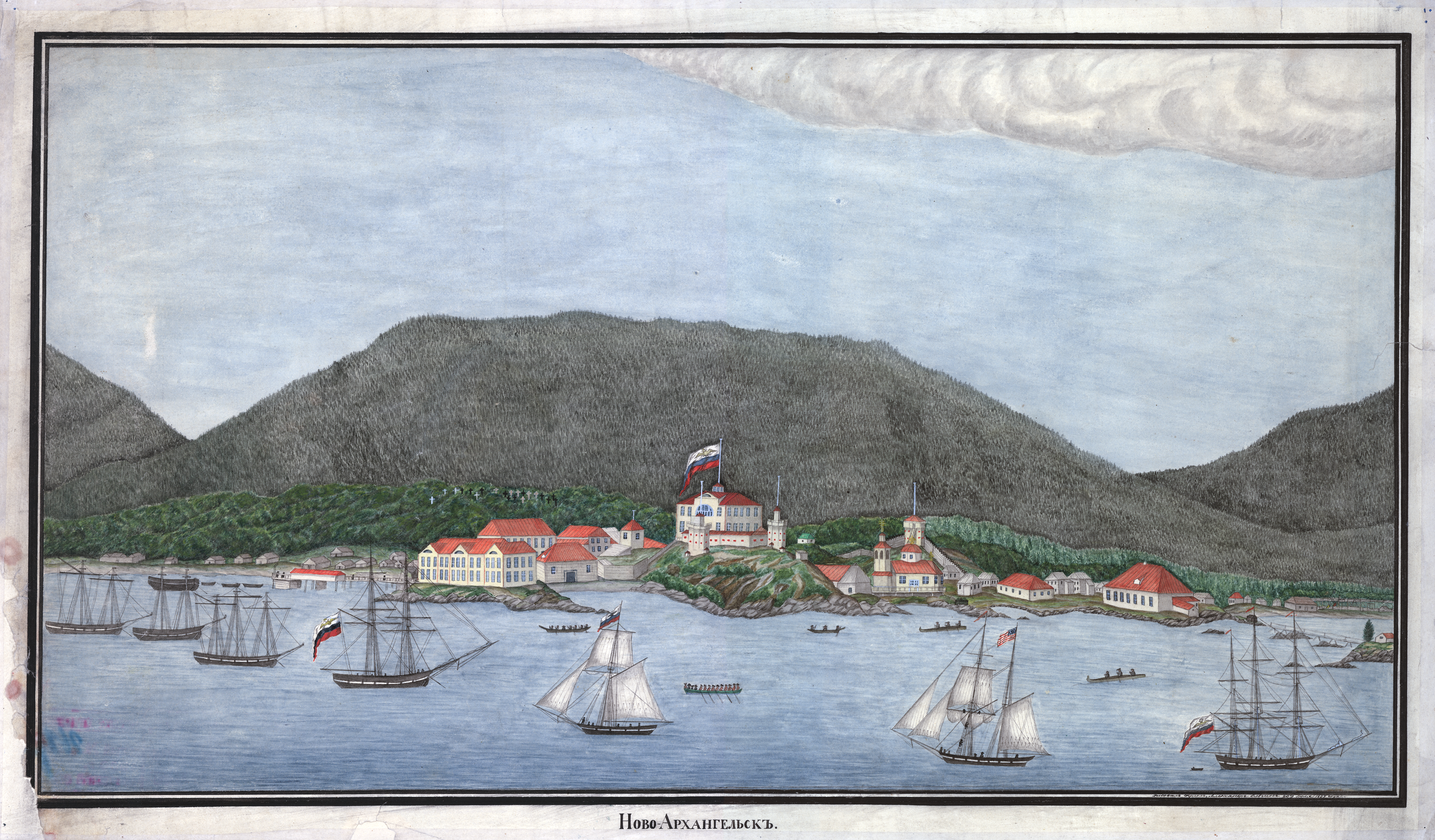
1837년 러시아령 아메리카의 수도인 뉴아르한겔스크 (현재의 싯카)

- 쓰리 세인츠 베이, 알래스카주 – 1784년
- 카실로프의 성 조지 요새 – 1786년
- 세인트 폴 – 1788년
- 케나이의 성 니콜라스 요새 – 1791년
- 파블로프스카야 (현재 코디액) – 1791년
- 누첵섬의 성 콘스탄틴과 헬레네 요새 – 1793년
- 힌친브룩섬의 요새, 알래스카 – 1793년
- 현재의 야쿠타트 근처 뉴 러시아 – 1796년
- 싯카 근처 레다우트 성 미카엘, 알래스카 – 1799년
- 노보아르한겔스크, 알래스카 (현재 싯카) – 1804년
- 로스 요새 – 1812년
- 엘리자베스 요새, 카우아이, 하와이 와이메아 근처 – 1817년
- 알렉산드르 요새, 카우아이, 하와이 하날레이 근처 – 1817년
- 바클레이-데-톨리 요새, 카우아이, 하와이 하날레이 근처 – 1817년
- 요새 (신) 알렉산드로프스크, 브리스틀만, 알래스카 – 1819년
- 콜마코프 레다우트, 알래스카 – 1832년
- 레다우트 성 미카엘, 알래스카 – 1833년
- 눌라토 – 1834년
- 레다우트 성 디오니시오, 현재의 랭걸 (현재 포트 스티킨) – 1834년
- 포크로프스카야 선교, 알래스카 – 1837년
- 니닐치크 – 1847년

## 같이 보기
아메리카 원주민
- 후아나 마리아
- 알류트족의 베드로
- 야코프 네츠베토프

러시아인
- 러시아 탐험가 목록
- 알래스카의 헤르만
- 미하일 테벤코프
- 요한 함푸스 푸루헬름
- 니콜라이 레자노프
- 비투스 베링

역사
- 러시아의 식민주의
- 러시아의 영토 확장
- 대북방 탐험
- 캘리포니아 모피 러시
- 아와우크 학살
- 1824년 러시아-아메리카 조약
- 북아메리카 서해안의 역사

기타 주제
- 알래스카 경계 분쟁
- 러시아-아메리카 회사의 기
- 알래스카 크리올족
- 러시아계 미국인
- 러시아-아메리카 전신
- 슬라브 아메리카의 소리
- [[1821년 칙령|1821년의 Ukase]]

## 더 읽어보기
- Black, Lydia T. (2004). 《알래스카의 러시아인, 1732–1867》. 페어뱅크스, 알래스카: 알래스카 대학교 출판부. ISBN 978-1-889963-05-1.
- Black, Lydia T.; Dauenhauer, Nora; Dauenhauer, Richard (2008). 《아노시 링깃 아아니 카/틀링깃 아메리카의 러시아인: 싯카 전투, 1802년과 1804년》. 워싱턴 대학교 출판부. ISBN 978-0-295-98601-2.
- 에시그, 에드워드 올리버. 로스 요새: 러시아 알래스카의 캘리포니아 전초기지, 1812–1841 (킹스턴, 온타리오: 라임스톤 프레스, 1991.)
- Frost, Orcutt (2003). 《베링: 러시아의 아메리카 발견》. 뉴헤이븐, 코네티컷: 예일 대학교 출판부. ISBN 978-0-300-10059-4.
- 깁슨, 제임스 R. "신세계의 옛 러시아: 러시아령 아메리카의 적과 역경." 유럽 정착 및 북미 개발 (토론토 대학교 출판부, 2019) pp. 46–65.
- 깁슨, 제임스 R. 변경 아메리카의 러시아 제국: 러시아령 아메리카의 공급 지리학 변화, 1784–1867 (옥스포드 대학교 출판부, 1976)
- 깁슨, 제임스 R. "1821년의 러시아령 아메리카." 오리건 역사 분기별 (1976): 174–188. 온라인 보관됨 2015-09-24 - 웨이백 머신
- Grinev, Andrei Valterovich (2008). 《러시아령 아메리카의 틀링깃 인디언, 1741–1867》. 링컨, 네브래스카: 네브래스카 대학교 출판부. ISBN 978-0-8032-2071-3.
- 그리네프, 안드레이 발테로비치. "러시아령 아메리카에 대한 외부 위협: 신화와 현실." 슬라브 군사 연구 저널 30.2 (2017): 266–289.
- 그리네프, 안드레이 발테로비치. 러시아의 알래스카 식민지화: 전제 조건, 발견 및 초기 개발, 1741–1799. 리처드 L. 블랜드 번역. 링컨: 네브래스카 대학교 출판부, 2018. ISBN 978-1-4962-0762-3. 온라인 리뷰
- Kobtzeff, Oleg (1985). 《북미의 러시아 식민지화: 18 – 19세기》 [북미의 러시아 식민지화, 18-19세기] (프랑스어). 파리: 논문, 파리 1대학 - 팡테옹 소르본 (전문 도서관에 한정판으로 이용 가능).
- Miller, Gwenn A. (2010). 《코디악 크리올: 초기 러시아령 아메리카 제국의 공동체》. 이타카, 뉴욕: 코넬 대학교 출판부. ISBN 978-0-8014-4642-9.
- Oleksa, Michael J. (1992). 《정교회 알래스카: 선교 신학》. 용커스, 뉴욕: 성 블라디미르 신학교 출판부. ISBN 978-0-88141-092-1.
- Oleksa, Michael J., 편집. (2010). 《알래스카 선교 영성》 2판. 용커스, 뉴욕: 성 블라디미르 신학교 출판부. ISBN 978-0-88141-340-3.
- 피어스, 리처드 A. 러시아령 아메리카, 1741–1867: 인명 사전 (킹스턴, 온타리오: 라임스톤 프레스, 1990)
- Starr, S. Frederick, 편집. (1987). 《러시아의 아메리카 식민지》. 더럼, 노스캐롤라이나: 듀크 대학교 출판부. ISBN 978-0-8223-0688-7.
- 사울, 노먼 E. "제국 건설자: 알렉산드르 바라노프와 알래스카 및 북부 캘리포니아로의 러시아 식민지 확장." 미국 민족 역사 저널 36.3 (2017): 91–93.
- 사울, 노먼. "캘리포니아-알래스카 무역, 1851–1867: 미국 러시아 상업 회사와 러시아 아메리카 회사 및 알래스카의 판매/구매." 러시아-아메리카 연구 저널 2.1 (2018): 1–14. 온라인 보관됨 2023-04-07 - 웨이백 머신
- Vinkovetsky, Ilya (2011). 《러시아령 아메리카: 대륙 제국의 해외 식민지, 1804–1867》. 뉴욕, 뉴욕: 옥스포드 대학교 출판부. ISBN 978-0-19-539128-2.

### 원주민
- 그리네프, 안드레이 V. "러시아령 아메리카 해양 서비스의 알래스카 원주민과 크리올." 역사가 82.3 (2020): 328–345. 온라인
- 러시아령 아메리카의 틀링깃 인디언, 1741–1867, 안드레이 발테로비치 그리네프 (구글북스)
- 루어만, 소냐. 러시아와 미국 통치 하의 알루티크족 마을 (알래스카 대학교 출판부, 2008.)
- Smith-Peter, Susan (2013). 《"더 나은 계급으로 인정받은 사람들": 러시아령 아메리카의 크리올 1세대, 1810년대–1820년대》. 《민족지학》 60. 363–384쪽. doi:10.1215/00141801-2140758.
- 사벨리예프, 이반. "알래스카 원주민의 러시아어 및 국가 전통 채택 패턴." 유럽 다언어주의 국제 회의: 지속 가능한 교육 및 사회 환경 형성 EMSSESE, 2019. (아틀란티스 프레스, 2019). 온라인

### 1차 자료
- Gibson, James R. (1972). 《1833년 러시아령 아메리카: 키릴 흘레브니코프의 조사》. 《태평양 북서부 분기별》 63. 1–13쪽. JSTOR 40488966.
- 골로빈, 파벨 니콜라예비치, 바실 드미트리신, E. A. P. 크라운하트-본. 러시아령 아메리카의 종말: P.N. 골로빈 선장의 마지막 보고서, 1862 (오리건 역사 학회 출판부, 1979.)
- 흘레브니코프, 키릴 T. 식민지 러시아령 아메리카: 키릴 T. 흘레브니코프의 보고서, 1817–1832 (오리건 역사 학회, 1976)
- 브란겔 남작, 페르디난트 페트로비치. 러시아령 아메리카: 통계 및 민족지학 정보 (킹스턴, 온타리오: 라임스톤 프레스, 1980)

### 역사학
- Grinëv, Andrei. V.; Bland, Richard L. (2010). 《최근 몇 년간의 러시아령 아메리카 러시아 역사학에 대한 간략한 조사》 (PDF). 《태평양 역사 리뷰》 79. 265–278쪽. doi:10.1525/phr.2010.79.2.265. JSTOR 10.1525/phr.2010.79.2.265.[깨진 링크(과거 내용 찾기)]